# Brûlure bactérienne de la panicule du riz
La brûlure bactérienne de la panicule du riz est une maladie bactérienne qui affecte les cultures de riz, se manifestant par différents symptômes selon le stade de croissance de la plante. Elle provoque notamment la pourriture des grains et des plantules. Les agents responsable de cette maladie sont des protéobactéries du genre Burkholderia, principalement Burkholderia glumae, qui vivent dans le sol et sont transmises par les semences. En cas d'attaque sévère les pertes de rendement peuvent dépasser 75 %.
La bactérie Burkholderia glumae a été isolée pour la première fois au Japon en 1956. Elle a depuis été signalée dans divers pays de l'Asie de l'Est et d'Amérique latine, ainsi qu'aux États-Unis où elle est considérée comme le principal agent causal de la brûlure bactérienne de la panicule du riz aux côtés de Burkholderia gladioli, espèce qui s'est révélée toutefois moins virulente. La toxoflavine et la lipase sont connues pour être des facteurs de virulence majeurs de Burkholderia glumae.
Des conditions climatiques chaudes et humides et l'usage de fertilisation azotée à haute dose favorisent le développement de la maladie.